# 上卢戈瓦特卡农村居民点
上卢戈瓦特卡农村居民点（俄语：Верхнелуговатское сельское поселение）是俄罗斯联邦沃罗涅日州上哈瓦区所属的一个农村居民点。其下辖有2个居民点，行政中心为上卢戈瓦特卡。据2016年统计，该农村居民点的人口为544人。